# Rabbit Island, Falklandsöarna
Rabbit Island är en ö i territoriet Falklandsöarna (Storbritannien). Den ligger i den västra delen av landet. Arean är 2,5 kvadratkilometer.
Terrängen på Rabbit Island är platt. Öns högsta punkt är 91 meter över havet. Den sträcker sig 2,9 kilometer i nord-sydlig riktning, och 1,8 kilometer i öst-västlig riktning. Ön är täckt av hed.